# Operation Underworld
Operation Underworld war der Codename der US-Regierung für ihre Zusammenarbeit mit dem organisierten Verbrechen während des Zweiten Weltkriegs, darunter mit Mitgliedern der italienisch-amerikanischen Mafia und der Kosher Nostra von 1942 bis 1945. Ziel der Operation war es, Spione und Saboteure der Achsenmächte in den Häfen an der Nordostküste der USA zu bekämpfen, kriegsbedingte Streiks der Gewerkschaften zu verhindern und den Diebstahl von kriegswichtigen Gütern und Ausrüstungen durch Schwarzhändler zu begrenzen. Auch an der Operation Husky soll die Mafia beteiligt gewesen sein.

## Ablauf
In den ersten Tagen des Zweiten Weltkriegs vermutete das U.S. Office of Naval Intelligence, dass italienische und deutsche Agenten über New York in die Vereinigten Staaten gelangten, um dort Sabotage zu verüben. Vor allem der Verlust der SS Normandie nach einem Brand im Februar 1942 weckte in der Marine Ängste und Verdachtsmomente hinsichtlich möglicher Sabotageakte in den Häfen der Ostküste. Die Regierung der Vereinigten Staaten stellte den Verlust der Normandie als Unfall dar, und es wurden nie Beweise vorgelegt, die Spione der Achsenmächte mit dem Verlust der Normandie in Verbindung brachten. Der Gangster Albert Anastasia wurde verdächtigt, für den Brand des Schiffs verantwortlich gewesen zu sein.
Die Navy Intelligence Unit B3 setzte mehr als hundert Agenten ein, um mögliche Anhänger von Benito Mussolini unter den überwiegend italienisch-amerikanischen Fischern und Hafenarbeitern am Hafen ausfindig zu machen. Ihre Bemühungen blieben erfolglos, da die Hafenarbeiter und Fischer in dem von der italienischen Mafia kontrollierten Hafengebiet Fremden gegenüber misstrauisch waren. Die Marine kontaktierte Meyer Lansky, einen bekannten Partner von Salvatore C. Luciano ("Lucky Luciano") und einer der wichtigsten nicht-italienischen Partner der Mafia. Lucky Luciano war einer der ranghöchsten Mafiosi sowohl in Italien als auch in den USA und verbüßte zu diesem Zeitpunkt eine 30- bis 50-jährige Haftstrafe wegen Zwangsprostitution. Luciano erklärte sich bereit, mit den Behörden zu kooperieren, in der Hoffnung auf eine vorzeitige Entlassung aus dem Gefängnis. Nicht nur Lansky und die jüdischen Gangster wollten sich für die Unterdrückung der Juden durch die Nazis rächen, auch Luciano und die Mafia wollten sich an Benito Mussolini und dem faschistischen Regime in Italien rächen, nachdem Mussolini den Präfekten von Palermo, Cesare Mori, angewiesen hatte, die sizilianische Mafia kompromisslos zu bekämpfen und dabei Erfolge vorweisen konnte. Bis 1928 hatten die Faschisten mehr als 11.000 mutmaßliche Mafia-Mitglieder verhaftet und viele weitere zur Flucht aus Sizilien gezwungen, darunter auch die späteren Bosse der Fünf Familien, Joseph Bonnano und Carlo Gambino.
Der Staat New York, Luciano und die Marine schlossen ein Abkommen, in dem Luciano die volle Unterstützung seiner Organisation bei der Bereitstellung von Informationen für die Marine in Aussicht stellte. Außerdem garantierte Lucianos Partner Albert Anastasia, der die Docks kontrollierte und die Murder, Inc. leitete,  dass die Hafenarbeiter während des gesamten Krieges nicht streiken würden. Im Gegenzug erklärte sich der Staat New York bereit, Luciano später zu begnadigen. Für seine Kooperation wurde Luciano im Mai 1942 in ein bequemeres und komfortableres offenes Gefängnis in Great Meadows verlegt. Lucianos Einfluss auf die Beendigung der Sabotage bleibt unklar, aber die Behörden stellten fest, dass die Streiks in den Docks aufhörten, nachdem Lucianos Anwalt Moses Polakoff Kontakt zu Unterweltgrößen aufgenommen hatte, die Einfluss auf die Arbeiter und ihre Gewerkschaften hatten. 1946 wurde Lucianos von New Yorks Gouverneur Thomas E. Dewey begnadigt, nachdem er 9½ Jahre abgesessen hatte. Er wurde darauf nach Italien deportiert und starb 1962 in Neapel.
Lucianos Kontakte sollen bei der Operation Husky, der amphibischen Invasion Siziliens durch die Alliierten im Jahr 1943, geholfen haben, indem sie Karten der Häfen der Insel, Fotos der Küstenlinie und Namen von vertrauenswürdigen Kontakten innerhalb der sizilianischen Mafia lieferten, die ebenfalls den Sturz Mussolinis anstrebten. Die Mafia war an der Unterstützung der US-Kriegsanstrengungen beteiligt. Vito Genovese, ein weiterer Mafia-Boss, bot der US-Armee seine Dienste an und wurde Dolmetscher und Berater der Militärregierung der US-Armee in Neapel. Durch die Mafia-Kontakte des Marine-Nachrichtendienstes im Rahmen der Operation Underworld wurden die Namen von Persönlichkeiten der sizilianischen Unterwelt und von befreundeten sizilianischen Einheimischen, denen man vertrauen konnte, beschafft und in dem Sizilien-Feldzug tatsächlich verwendet. Die Joint Staff Planners (JSP) der US-Stabschefs erstellten einen Bericht mit dem Titel Special Military Plan for Psychological Warfare in Sicily, in dem empfohlen wurde, "Kontakt und Kommunikation mit den Führern von Separatisten, unzufriedenen Arbeitern und geheimen radikalen Gruppen, z. B. der Mafia, herzustellen und ihnen jede mögliche Hilfe zukommen zu lassen". Der Bericht wurde am 15. April 1943 von den Generalstabschefs in Washington genehmigt. Nach dem Zweiten Weltkrieg konnte die Mafia sich wieder auf Sizilien etablieren und ihren alten Einfluss wieder herstellen.
In den späten Kriegstagen und danach gab es erhebliche öffentliche Kontroversen über die Verbindung zwischen der US-Regierung und der Mafia. 1953 ordnete Gouverneur Thomas E. Dewey, der durch die Anschuldigungen, er habe Luciano seine Begnadigung verkauft, unter Druck gesetzt wurde, eine vertrauliche Untersuchung durch den staatlichen Untersuchungsbeauftragten William Herlands an. Herlands veröffentlichte 1954 seinen 2.600-seitigen Bericht, der Beweise für Lucianos Verwicklungen mit der Marine lieferte, ohne ein Fehlverhalten Deweys festzustellen. Spätere Untersuchungen von Historikern stellten eine wichtige Rolle von Lucky Luciano bei der Invasion Siziliens infrage, da er wenig Einfluss auf die sizilianische Mafia hatte und weder er noch die Cosa Nostra einen wesentlichen Beitrag zum Sieg der Alliierten in Sizilien geleistet haben sollen.